# Homalocantha elatensis
Homalocantha elatensis is een slakkensoort uit de familie van de Muricidae. De wetenschappelijke naam van de soort is voor het eerst geldig gepubliceerd in 2009 door Heiman & Mienis.